# Championnat de France de rugby à XIII 1975-1976
Navigation
Édition précédente Édition suivante
Le Championnat de France de rugby à XIII 1975-1976 oppose pour la saison 1975-1976 les meilleures équipes françaises de rugby à XIII au nombre de douze.

## Liste des équipes en compétition
| Albi Bordeaux-Facture Carcassonne Lézignan Marseille Pamiers Pia XIII Catalan Saint-Estève Saint-Gaudens Toulouse Villeneuve |

Douze équipes participent au championnat de France de première division à la suite des arrivées de Bordeaux-Facture, Marseille, Pamiers et Pia, et des retraits de Cavaillon, Limoux, Pau et Villefranche-de-Rouergue.

## Déroulement de la compétition

### Groupe A
| Classement | Club               | Points | Matchs |
| 1er        | Carcassonne        | 58     | 22     |
| 2e         | XIII Catalan       | 58     | 22     |
| 3e         | Lézignan           | 52     | 22     |
| 4e         | Toulouse           | 49     | 22     |
| 5e         | Villeneuve-sur-Lot | 48     | 22     |
| 6e         | Marseille          | 44     | 22     |
| 7e         | Saint-Estève       | 43     | 22     |
| 8e         | Albi               | 43     | 22     |
| 9e         | Saint-Gaudens      | 38     | 22     |
| 10e        | Pia                | 34     | 22     |
| 11e        | Pamiers            | 30     | 22     |
| 12e        | Bordeaux           | 30     | 22     |

|  | Qualifié pour les quarts-de-finale                     |
|  | Affronte les barrages pour l'accès en quarts de finale |

Bordeaux et Pamiers descendent en groupe B.

### Groupe B
| Classement | Club              | Points | Matchs |
| 1er        | Avignon           | 70     | 22     |
| 2e         | Limoux            | 58     | 22     |
| 3e         | Tonneins          | 50     | 22     |
| 4e         | Villefranche      | 50     | 22     |
| 5e         | Saint-Jacques     | 49     | 22     |
| 6e         | Cavaillon         | 48     | 22     |
| 7e         | Roanne            | 44     | 22     |
| 8e         | Cahors            | 41     | 22     |
| 9e         | Pau               | 38     | 22     |
| 10e        | Montpellier       | 33     | 21     |
| 11e        | Carpentras        | 29     | 22     |
| 12e        | Stella Saint-Maur | 22     | 21     |

|  | Qualifié pour les quarts-de-finale de Poule A et montée en groupe A |
|  | Qualifié pour les quarts-de-finale de Poule A                       |

La rencontre manquante entre Montpellier et Stella Saint-Maur n'est pas disputée, ce classement est donc définitif.

## Barrages  pour les quarts de finale
| 4 avril 1976 | Saint-Estève | 14 - 9 | Limoux | Lézignan |
| 4 avril 1976 |              |        |        | Lézignan |
| 4 avril 1976 |              |        |        | Lézignan |

| 4 avril 1976 | Albi | 0 - 9 | Avignon | Montpellier |
| 4 avril 1976 |      |       |         | Montpellier |
| 4 avril 1976 |      |       |         | Montpellier |

| 4 avril 1976 | Villeneuve-sur-Lot | 20 - 9 | Villefranche | Cahors |
| 4 avril 1976 |                    |        |              | Cahors |
| 4 avril 1976 |                    |        |              | Cahors |

| 4 avril 1976 | Marseille | 0 - 1 | Tonneins | Toulouse |
| 4 avril 1976 |           |       |          | Toulouse |
| 4 avril 1976 |           |       |          | Toulouse |

## Phase finale
|  | Quart-de-finales               | Quart-de-finales            |             |    | Demi-finales         | Demi-finales         |  |  | Finale                    | Finale                    |
|  | Quart-de-finales               | Quart-de-finales            |             |    | Demi-finales         | Demi-finales         |  |  | Finale                    | Finale                    |
|  |                                |                             |             |    |                      |                      |  |  |                           |                           |
|  | le 18 avril 1976 à Mazamet     | le 18 avril 1976 à Mazamet  |             |    | le 2 mai 1976 à Albi | le 2 mai 1976 à Albi |  |  | Le 16 mai 1976 à Toulouse | Le 16 mai 1976 à Toulouse |
|  | le 18 avril 1976 à Mazamet     | le 18 avril 1976 à Mazamet  |             |    | le 2 mai 1976 à Albi | le 2 mai 1976 à Albi |  |  | Le 16 mai 1976 à Toulouse | Le 16 mai 1976 à Toulouse |
|  | Carcassonne                    | 11                          |             |    | le 2 mai 1976 à Albi | le 2 mai 1976 à Albi |  |  | Le 16 mai 1976 à Toulouse | Le 16 mai 1976 à Toulouse |
|  | Carcassonne                    | 11                          |             |    | le 2 mai 1976 à Albi | le 2 mai 1976 à Albi |  |  | Le 16 mai 1976 à Toulouse | Le 16 mai 1976 à Toulouse |
|  | Avignon                        | 2                           |             |    | le 2 mai 1976 à Albi | le 2 mai 1976 à Albi |  |  | Le 16 mai 1976 à Toulouse | Le 16 mai 1976 à Toulouse |
|  | Avignon                        | 2                           | Carcassonne | 14 |                      |                      |  |  | Le 16 mai 1976 à Toulouse | Le 16 mai 1976 à Toulouse |
|  | le 18 avril 1976 à Tonneins    |                             | Carcassonne | 14 |                      |                      |  |  | Le 16 mai 1976 à Toulouse | Le 16 mai 1976 à Toulouse |
|  |                                | Villeneuve-sur-Lot          | 2           |    |                      |                      |  |  | Le 16 mai 1976 à Toulouse | Le 16 mai 1976 à Toulouse |
|  | Villeneuve-sur-Lot             | Villeneuve-sur-Lot          | 2           | 19 |                      |                      |  |  | Le 16 mai 1976 à Toulouse | Le 16 mai 1976 à Toulouse |
|  | Villeneuve-sur-Lot             |                             |             | 19 |                      |                      |  |  | Le 16 mai 1976 à Toulouse | Le 16 mai 1976 à Toulouse |
|  | Toulouse                       | 2                           |             |    |                      |                      |  |  | Le 16 mai 1976 à Toulouse | Le 16 mai 1976 à Toulouse |
|  | Toulouse                       | 2                           | Carcassonne | 14 |                      |                      |  |  |                           |                           |
|  | le 17 avril 1976 à Carcassonne |                             | Carcassonne | 14 |                      |                      |  |  |                           |                           |
|  |                                | Lézignan                    | 6           |    |                      |                      |  |  |                           |                           |
|  | Lézignan                       | Lézignan                    | 6           | 16 |                      |                      |  |  |                           |                           |
|  | Lézignan                       | le 2 mai 1976 à Carcassonne |             | 16 |                      |                      |  |  |                           |                           |
|  | Tonneins                       | 3                           |             |    |                      |                      |  |  |                           |                           |
|  | Tonneins                       | 3                           | Lézignan    | 20 |                      |                      |  |  |                           |                           |
|  | le 18 avril 1976 à Limoux      |                             | Lézignan    | 20 |                      |                      |  |  |                           |                           |
|  |                                | Saint-Estève                | 6           |    |                      |                      |  |  |                           |                           |
|  | Saint-Estève                   | Saint-Estève                | 6           | 19 |                      |                      |  |  |                           |                           |
|  | Saint-Estève                   |                             |             | 19 |                      |                      |  |  |                           |                           |
|  | XIII Catalan                   | 14                          |             |    |                      |                      |  |  |                           |                           |
|  | XIII Catalan                   | 14                          |             |    |                      |                      |  |  |                           |                           |

### Finale
(mt : 8 - 1)
Homme du match :
Points marqués :
- Carcassonne: 3 essais de Moya (18e et 70e) et Bérail (50e) ; 1 transformation de Moya (18e) ; 1 pénalité de Moya (15e) ; 1 drop d'Alard (23e).
- Lézignan: 1 essai de Waligunda (45e), 1 transformation de Géa (45e), 1 drop de Waligunda (11e).

Évolution du score : 
Arbitre : M. Caillol (Provence)
Spectateurs : 14 000
Spectateurs : 293 650 francs
Composition des équipes :
- Carcassonne: Alain Séguy - Patrick Chauvet, Didier Bernard, Bernard Bérail, José Moya - Raymond Toujas, Guy Alard - Jean Vignières, André Malacamp, Jean-Paul Arago, Delphin Castanon (puis Guy Garcia), Manuel Caravaca, Charles Rosado (c) - Entraîneur : Henri Vaslin
- Lézignan: Mathieu Géa - Richard Alonso, Claude Darrieumerlou (puis Marc Subias), André Dumas, Richard Gélis - Éric Waligunda, André Abadié, Alain Serrano, Gaby Guérin, Gilbert Rouanet, Jean-Baptiste Djébli (puis Pierre Lacans), Victor Buttignol, Michel Maïque - Entraîneur : André Amila

## Effectifs des équipes présentes
| Carcassonne  | Guy Alard Jean-Paul Arago Bernard Bérail Didier Bernard Manuel Caravaca Delphin Castanon Patrick Chauvet Guy Garcia Bernard Guilhem André Malacamp José Moya Charles Rosado Alain Séguy Raymond Toujas Jean Vignières Entraîneur : Henri Vaslin | Lézignan           | Richard Alonso André Abadié Andreu René Bonnefous Victor Buttignol Claude Darrieumerlou Jean-Baptiste Djébli André Dumas Mathieu Géa Richard Gélis Gaby Guérin Pierre Lacans Michel Maïque Jean-Louis Quintilla Gilbert Rouanet Alain Serrano Jean-Louis Solier Marc Subias Éric Waligunda Entraîneur : André Amila                                                                               |
| XIII Catalan | Henri Berneau Jean-Marc Bourret Jean-José Camps (o) Michel Charcos Bernard Dejean Jean-Jacques Cologni Conte Henri Daniel Déjean Joseph Folch Jean-François Fresquet Ivan Grésèque (m) Pierre Hors Jean-Paul Masse Jacques Moliner Patrick Nauroy Pecha Pierre Saboureau Jean-Pierre Sauret Jean-Pierre Siré Pierre Zamora (c) Entraîneur : Francis Mas | Toulouse           | Claude Amiel Didier Averseng Orféo Balsarin Claude Bedel Jean-Louis Bezard Louis Bonnery Christian Buerba (m) Jean-Éric Ducuing Francis Fabardine Henri Justal Lignère Magnaud Maurice de Matos (o) Jean-Claude Mayorgas Didier Paludetto Francis Pitous Bernard Pujol Guy Rodriguez Jean-Claude Mayorgas Claude Rodriguez Charles Thénégal Charles Zalduendo Entraîneur : Christian Saint-Sernin |
| Albi         | Yves Alvernhe Jean-Louis Castel Bernard Fages Roland Gorse Christian Laskawiec Gabriel Laskawiec Michel Moussard Gérard Puech Bernard Rouland Jacky Roux | Villeneuve-sur-Lot | Daniel Badet Carasco Serge Cuyas Patrice Duluc Fort Antoine Gonzales Bruno d'Hérin Hellen Plantion Michel Mazaré Joël Roosebrouck Christian Sabatié |
| Marseille    | Jacques Auribeau Aimé Barcelli Jean-Pierre Béranger Guy Bucchi Jean Chabaud André Forment Régis Forment Marius Frattini Roger Gardon Glanosi Laurent Gomez Serge Kunakovitch Alain Laffont Christian Larodas Jean-Marie De Souza | Bordeaux           | Jean-Marie Armand Ballereau Philippe Clergeau Noël Corbella Bernard Curt Pierre Daney Francis Duthil Jean-Pierre Lacoste Gérard Lô Nénert Jacques Sarramona Wieniescki |
| Limoux       | Guy Andrieu Aubert Raphaël Bueno Campos Guy Cénet Christian Belinguier Fidler Vincent Gotti Jean-Marc Gonzales Jean-François Grechi Hervé Guiraud Lacoste Francis de Nadaï Raynaud | Saint-Jacques      | Bouzinac Christian Burgos Jean-Claude Couloumina Flamenc N'Diaye Sirven Teisseyre |
| Montpellier  | Barcelo Jean-Pierre Calvet Guarinello Jean Murcillo Perrier Georges Pons René | Saint-Maur         | Casadel Ferrere Gomez Lora-Renco Sol |
| Avignon      | Hervé Bonet Marc Casado Serge Gleyzes Jacques Guigue Daniel Ibanez Jacky Imbert Jean-Marie Imbert Jean-René Ledru Vénissac | Pau                | Beyer Jean Capdouze Delehaye Claude Hennetier Jumbo Henri Marracq Nieto Poeyo Pouey André Ruiz Soulié Stocker |
| Tonneins     | Louis Brésolin Alain Brzezinski Michel Cassin Couderc Giarad Christian Jammet Gilis Jean-Bernard Ghirard Guitton Michel Laffargue Daniel Lohiac Robert M'Baye Christian Panno Bernard Paradelle Tizon Jean-Pierre Trémouille Entraîneur : Daniel Bernège                                                                                                | Roanne             | Guy Bastianelli Jean-Marc Brial Clos Comes Gomes Frechet Goubeau Simard |
| Saint-Estève | Alain Avril Daniel Azéma Michel Blanc Georges Bonnet Jean-Marie Bosc José Calle Pierre Debeaux Frances José Giné Muson Marcel Pillon René Terrats | Saint-Gaudens      | Michel Anglade Michel Boreau Estaque Daniel Fabaron Serge Marsolan Michel Mirouze Michel Molinier Francis Pierre Patrick Rives Georges Sanchez Victor Serrano Paul Soubie Gilbert Vadillo René Zaccariotto |
| Villefranche | Jean-Claude Gardou Jacques Gayral Francis Tranier | Carpentras         | Albert Casado |
| Cavaillon    | Chelardi Furioni Bernard Gayé Martin Guy Vigouroux | Pia                | Marc Ambert Paul Caragol |
| Pamiers      | Michel Gonzalez |                    | |